# Gillett Grove, Iowa
Gillett Grove là một thành phố thuộc quận Clay, tiểu bang Iowa, Hoa Kỳ. Năm 2010, dân số của thành phố này là 49 người.

## Dân số
Dân số qua các năm:
- Năm 2000: 55 người.
- Năm 2010: 49 người.